# Strumento musicale elettronico

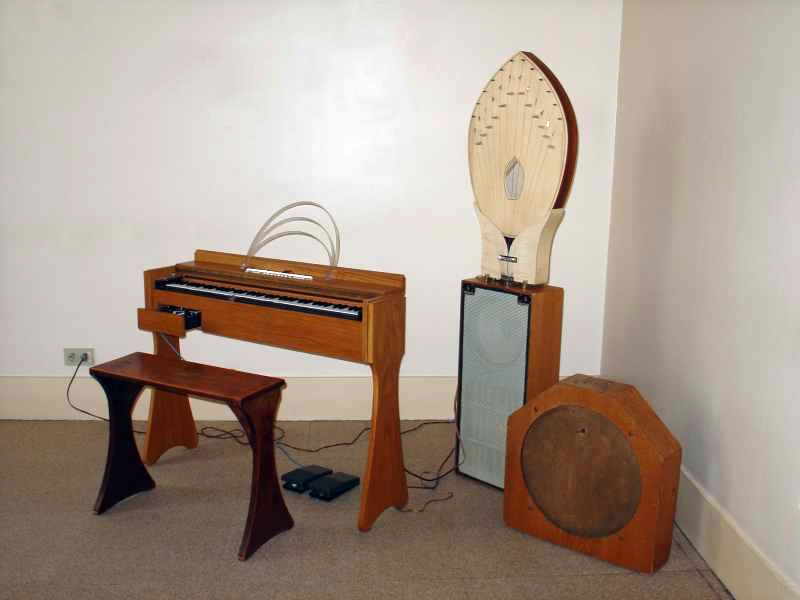
Onde Martenot, sintetizzatore creato da Maurice Martenot, 1928

Uno strumento musicale elettronico, più correttamente sintetizzatore analogico o elettrofono a oscillatori, è uno strumento musicale elettrofono che produce suoni per mezzo dell'elettronica analogica, emettendo un segnale audio elettrico che, a sua volta, pilota un altoparlante.
Uno strumento elettronico può possedere un'interfaccia utente che consente di controllarne il suono, l'altezza, la frequenza o la durata di ogni nota. Tuttavia, è sempre più comune che le funzioni dell'interfaccia utente e della generazione dei suoni vengano separate in un MIDI controller (dispositivo di input) e sintetizzatore, rispettivamente, con i due dispositivi comunicanti attraverso un linguaggio descrittivo di esecuzione musicale come MIDI o Open Sound Control.
Tutti gli strumenti musicali elettronici possono essere considerati come un sottoinsieme di applicazioni per l'elaborazione del segnale audio. Gli strumenti musicali elettronici semplici sono a volte chiamati effetti audio; il confine tra effetti sonori e strumenti musicali reali viene spesso confuso.
Pioniere della musica elettronica fu il compositore e tecnico del suono francese Edgard Varèse. Creò una notevole varietà di suoni, tra i quali un corno elettronico, un fischietto e nastri. Notevole è il suo, Poème électronique, composto per il padiglione Phillips all'Expo 1958 di Bruxelles.
La maggior parte dei generi musicali utilizza ampiamente strumenti musicali elettronici. ll loro sviluppo assieme a controller e sintetizzatori continua ad essere un settore altamente attivo nel campo della ricerca interdisciplinare e musicale. Nel corso della Conferenza internazionale sulle Nuove interfacce per l'espressione musicale vengono segnalati, lavori e ricerche di avanguardia,  una vetrina per gli artisti che si esibiscono o creano musica con nuovi strumenti musicali elettronici, controller e sintetizzatori.

## Primi strumenti elettronici

### Emersione della tecnologia del suono elettronico

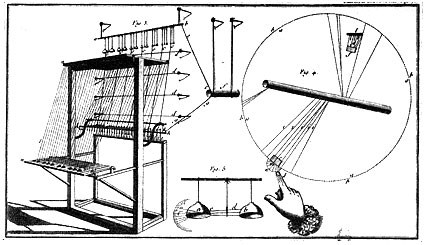
Diagramma di un clavicembalo elettrico

Già nel XVIII secolo, musicisti e compositori adattarono una serie di strumenti acustici al fine di sfruttare la novità della nascente tecnologia dell'energia elettrica. Così, nel senso più ampio, il primo strumento musicale elettrificato fu il Denis d'or, risalente al 1753, seguito a breve dal clavicembalo elettrico del francese Jean-Baptiste de Laborde nel 1761. L'antico strumento consisteva in uno strumento a tastiera con oltre 700 corde, temporaneamente elettrificate per migliorarne la qualità sonora. Quest'ultimo era uno strumento a tastiera con plettri attivati a comando elettrico. Tuttavia, nessuno strumento utilizzava l'elettricità come sorgente sonora.
Il primo sintetizzatore elettronico fu inventato nel 1876 da Elisha Gray. Definito come  Telegrafo musicale, fu l'occasionale, a quel tempo, sottoprodotto della tecnologia del telefono. Quando Grey scoprì casualmente che poteva controllare il suono da un circuito elettromagnetico auto-vibrante inventò un semplice oscillatore. Il telegrafo musicale utilizzava canne in acciaio oscillate da elettromagneti e trasmesse su una linea telefonica. Grey costruì, in modelli successivi, anche un semplice dispositivo altoparlante, consistente in un diaframma vibrante in un campo magnetico.
Una significativa invenzione, che successivamente avrebbe avuto un notevole influsso nello sviluppo della musica elettronica, fu il triodo audion dell'inventore, scienziato statunitense, Lee DeForest. Fu la prima valvola termoionica, inventata nel 1906, che condusse, tra l'altro, alla generazione e all'amplificazione di segnali elettrici, trasmissioni radio e al calcolo elettronico.
I primi sintetizzatori inventati furono: il telharmonium di Thaddeus Cahill (prima del 1907), il theremin (1919), commercializzato dalla RCA, lo spherophone e il partiturophone di Jorg Mage (1924), il simile electronde di Taubmann (1933), l'Onde Martenot di Maurice Martenot (1928) e il trautonium (1930). Il mellertion (1933) usava una scala non standardizzata, il dynaphone di Bertrand poteva produrre ottave e quinte perfette, mentre l'emicon era uno strumento statunitense, controllato da tastiera, costruito nel 1930, mentre il tedesco hellertion, per produrre accordi, combinava quattro strumenti. Vennero prodotti anche tre strumenti sovietici, la Croix sonore di Oubouhof (1934), il microtonale electronic keybord oboe di Ivor Darreg (1937) ed il sintetizzatore ANS, costruito dallo scienziato Evgenij Murzin dal 1937 al 1958. Solo due modelli di quest'ultimo vennero costruiti e l'unico esemplare superstite è attualmente conservato presso l'Università Lomonosov di Mosca. Venne utilizzato per la sonorizzazione di molti film russi, tra i quali Solaris, e per la produzione di insoliti suoni "cosmici".
Hugh Le Caine, John Hanert, Raymond Scott, il compositore Percy Grainger con Burnett Cross ed altri costruirono, tra la fine degli anni 1940 e l'inizio di quelli 1950, una serie di controller elettronici di musica automatizzati. Nel 1959 Daphne Oram realizzò un nuovo metodo di sintesi, la cosiddetta tecnica "Oramics", guidata da disegni tracciati su una striscia di pellicola da 35 millimetri, utilizzato per un certo numero di anni al BBC Radiophonic Workshop. Questo laboratorio produsse il tema della serie televisiva Doctor Who, un pezzo, in gran parte creato da Delia Derbyshire, che, più di ogni altro ha garantito la popolarità della musica elettronica nel Regno Unito.

### Organo Hammond e Novachord

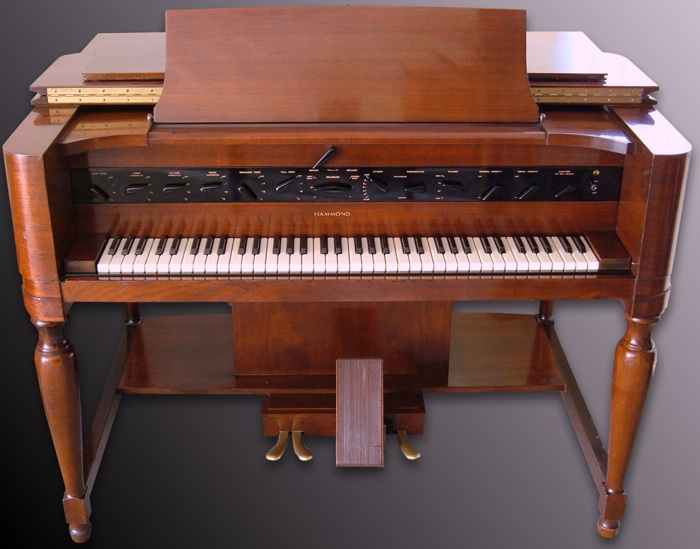
Novachord Hammond (1939)

Nel 1929, Laurens Hammond fondò una fabbrica per la costruzione di strumenti musicali elettronici e cominciò a produrre l'Organo Hammond, basato sui principi del telharmonium, insieme ad altri sviluppi, tra cui le prime unità di riverbero.
Il primo sintetizzatore ad essere commercializzato fu il Novachord, costruito dall'Hammond Organ Company dal 1938 al 1942. Era uno strumento polifonico a 72 tasti che utilizzava 12 oscillatori. Lo strumento implementava 163 valvole termoioniche e pesava oltre 200 chilogrammi.

## Sintetizzatori analogici 1950-1980
Gli strumenti elettronici più comunemente utilizzati sono i sintetizzatori, cosiddetti perché generano artificialmente suono utilizzando una varietà di tecniche. Tutti i primi circuiti di sintesi sonora erano basati su circuiti analogici, in particolare amplificatori a controllo di tensione, oscillatori e filtri. Un importante sviluppo tecnologico fu l'invenzione del sintetizzatore Clavivox, di Raymond Scott, nel 1956, in collaborazione con il con gruppo di Robert Moog.

### Sintetizzatori modulari
La Radio Corporation of America (RCA) nel 1950 produsse dispositivi sperimentali di sintetizzazione della voce e della musica. L'RCA Mark II Sound Synthesizer, ospitato presso il Columbia-Princeton Electronic Music Cener di New York, venne progettato da Herbert Belar e Harry Olson alla RCA, con il contributo di Vladimir Ussachevsky e Peter Mauzey e installato nel 1957 presso la Columbia University. Costituito da una serie di componenti di sintesi del suono interconnessi, era in grado di produrre solo musica programmata, utilizzando un nastro di carta perforata con fori per controllare altezza delle fonti e filtri, simile a un pianoforte meccanico.

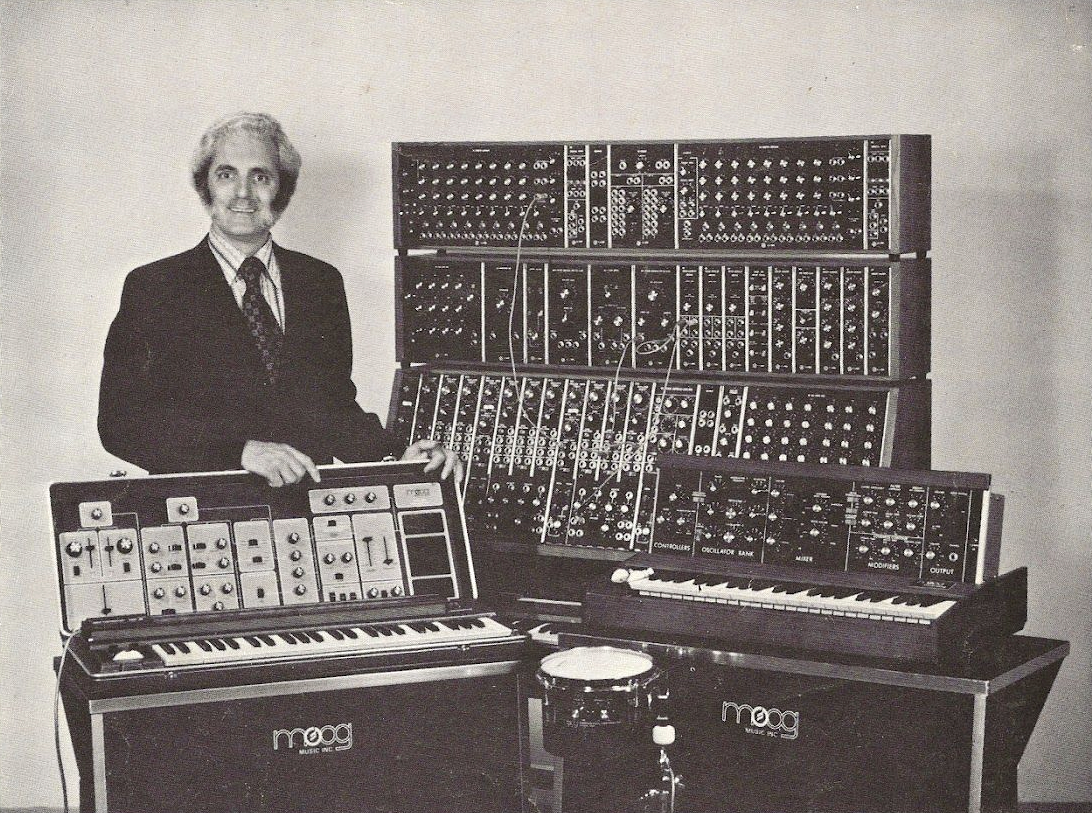
Robert Moog

Negli anni 1960 i sintetizzatori erano ancora strumenti generalmente confinati negli studi di registrazione, soprattutto a causa delle loro dimensioni. Erano di solito a composizione modulare, e le loro fonti di segnale separate erano collegate ai processori con cavi o altri mezzi e controllati da un dispositivo comune. Harald Bode, Don Buchla, Hugh Le Caine, Raymond Scott e Paul Ketoff furono tra i primi a costruire tali strumenti, tra la fine degli anni 1950 e l'inizio dei 1960. Buchla prodousse poi un sintetizzatore modulare commerciale, il Buchla Musica Easel. Robert Moog, in passato allievo di Peter Mauzey uno degli ingegneri del RCA Mark II, creò un sintetizzatore che poteva ragionevolmente essere utilizzato da musicisti, progettando i circuiti mentre era alla Columbia-Princeton. Il sintetizzatore Moog venne esposto, per la prima volta, al convegno della Audio Engineering Society nel 1964. Richiedeva esperienza nel creare i suoni, ma era più piccolo e più intuitivo di quello che era stato realizzato prima, meno macchina e più strumento musicale. Moog stabilì le norme per il controllo dell'interfacciamento, usando una scala logaritmica di un volt per ottava per il controllo dell'altezza del suono e un segnale di attivazione separato. Questa standardizzazione permise che i sintetizzatori di diversi produttori potessero operare simultaneamente. Il controllo di altezza era di solito eseguito sia con una tastiera tipo quella di un organo sia con un sequencer, producendo una serie cronometrata di tensioni di controllo. Verso la fine degli anni '60 centinaia di registrazioni utilizzarono i sintetizzatori Moog. Subito dopo altri produttori iniziarono a costruire sintetizzatore commerciali e fra questi l'ARP Instruments, Inc., che iniziò con i sintetizzatori modulari prima di produrre strumenti integrati, e l'azienda britannica Electronic Music Studios (London) Ltd (SME).

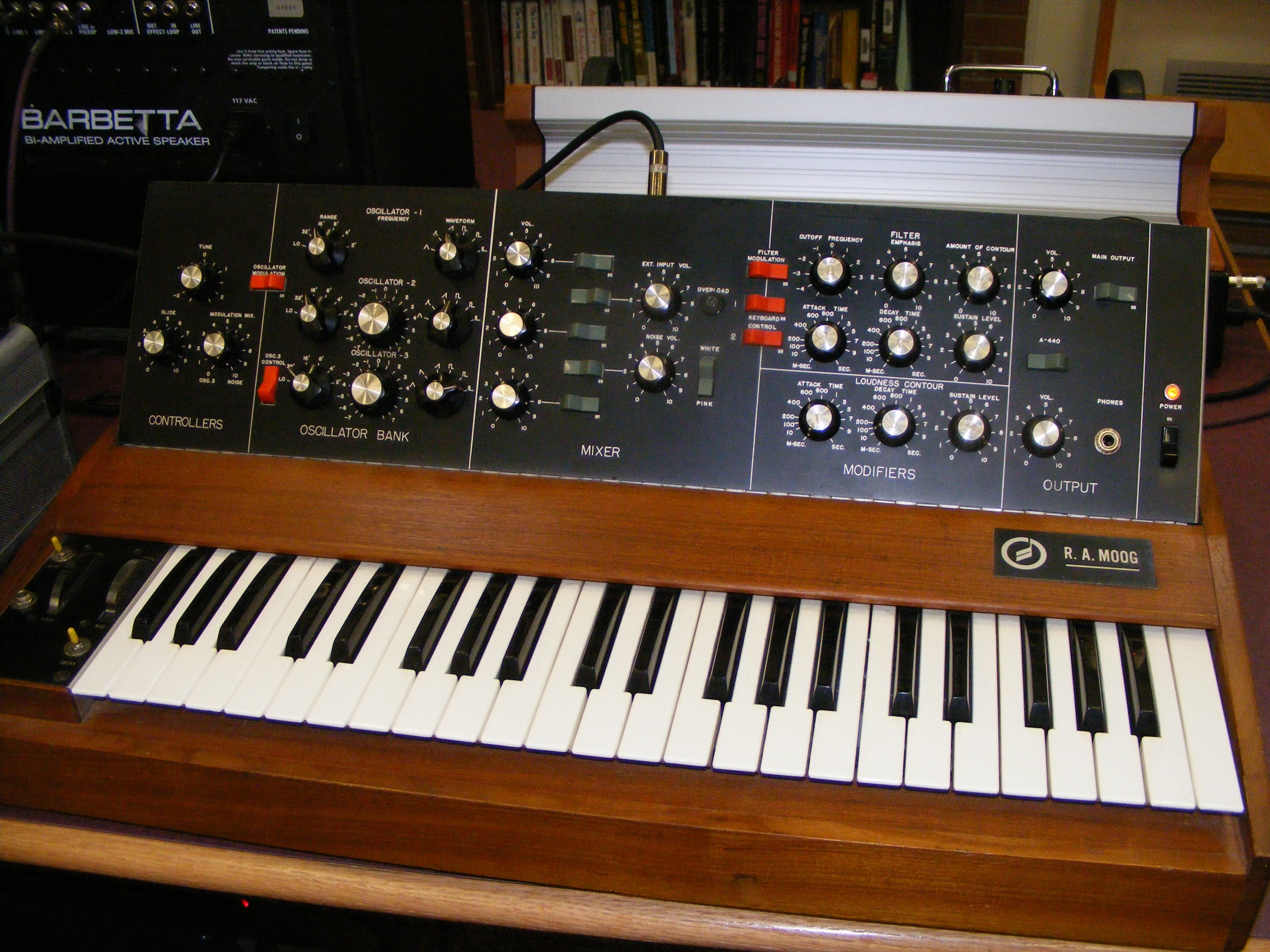
Minimoog (1970, R.A.Moog)

### Sintetizzatori integrati
Nel 1970, Moog progettò il Minimoog, un sintetizzatore integrato provvisto di tastiera. I circuiti analogici erano interconnessi con interruttori in una disposizione semplificata detta "normalizzazione". Anche se meno flessibile di un design modulare, la normalizzazione rese lo strumento più portatile e più facile da usare. Il Minimoog fu venduto in 12.000 unità standardizzando ulteriormente la progettazione dei successivi sintetizzatori con la loro tastiera integrata, altezza e modulazione regolabile e flusso del segnale VCO→ VCA → VCF. Divenne celebre per il suo suono "grasso" e per problemi di messa a punto. Componenti a stato solido miniaturizzati permisero ai sintetizzatori di diventare strumenti portatili autonomi che presto apparvero in esecuzioni dal vivo e rapidamente diventarono ampiamente utilizzati nella musica pop e musica classica elettronica.

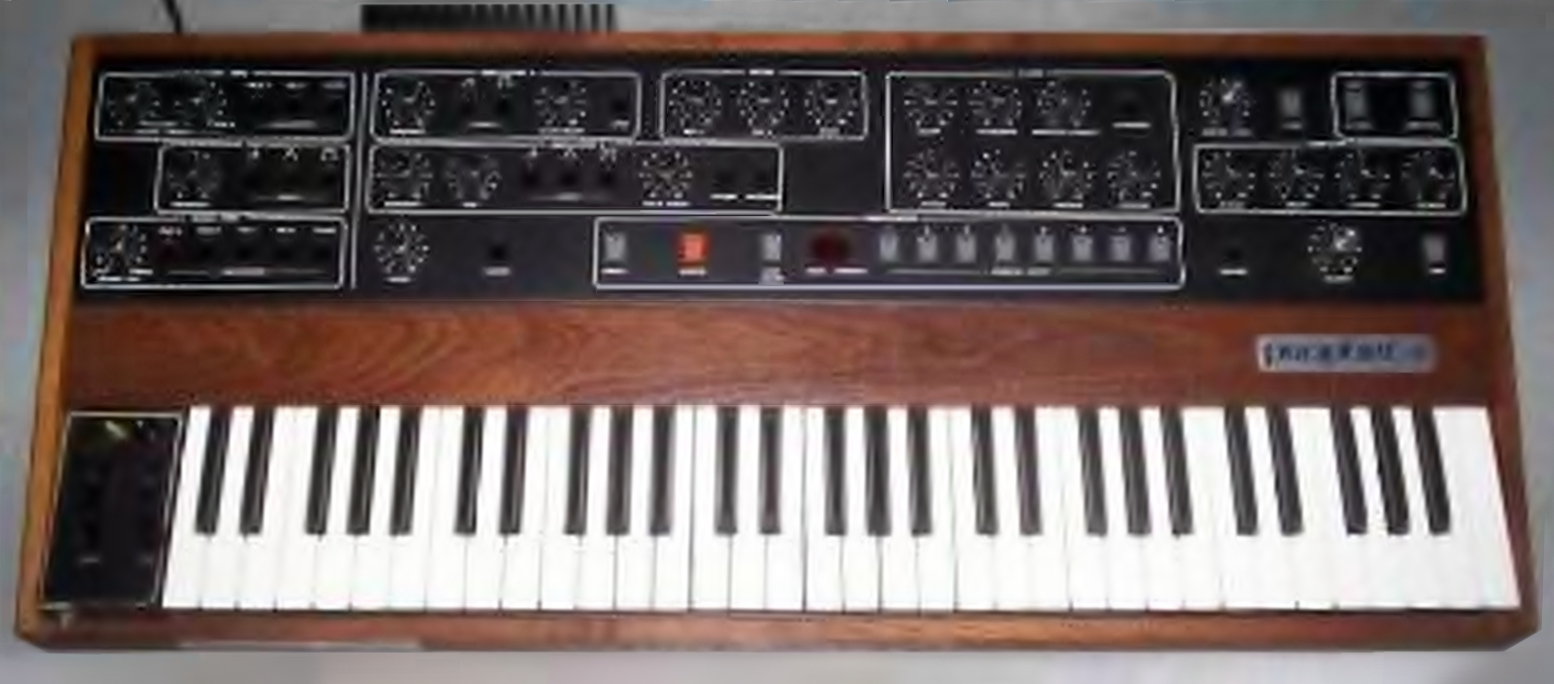
Sequential Circuits Prophet-5 (1977)

### Polifonia
I primi sistetizzatori erano monofonici, producendo una sola nota alla volta. Fra i più popolari sintetizzatori monofonici vi erano il Minimoog e il Roland SH-101. Alcuni, come il Moog sonic Six, ARP Odyssey e EML 101, potevano produrre due suoni diversi quando venivano premuti due tasti. La polifonia (note simultanee multiple, che consentono l'esecuzione di accordi) era ottenibile solo con gli organi elettronici, in un primo momento. Le tastiere elettroniche popolari che combinavano circuiti di organi con l'elaborazione dei sintetizzatori, comprendevano l'ARP Omni, il Polymoog di Moog e l'Opus 3.
Nel 1976 iniziarono ad apparire in commercio sintetizzatori polifonici abbordabili, in particolare lo Yamaha CS-50, CS-60 e CS-80, il Sequential Circuits Prophet-5 e il Four-Voice Oberheim. Questi rimanevano comunque complessi, pesanti e relativamente costosi. La registrazione delle impostazioni nella memoria digitale ha permesso l'inserimento e il richiamo dei suoni. Il primo sintetizzatore polifonico pratico, e il primo ad utilizzare un microprocessore come controller, è stato il Sequential Circuits Prophet-5 introdotto alla fine del 1977. Per la prima volta, i musicisti avevano a disposizione un sintetizzatore polifonico pratico che poteva salvare tutte le impostazioni nella memoria del computer e richiamarle al semplice tocco di un pulsante. Il Prophet-5 divenne il paradigma di un nuovo standard, spingendo lentamente fuori mercato i sintetizzatori modulari più complessi.

## Nastro registratore
Nel 1935, un altro significativo sviluppo venne realizzato in Germania. L'Allgemeine Elektrizitäts Gesellschaft (AEG) commercializzò il primo registratore a nastro, il Magnetophon. Il nastro audio, aveva il vantaggio di essere abbastanza leggero, oltre ad avere una buona fedeltà audio, sostituì i registratori a filo molto più ingombranti.
Il termine "musica elettronica", entrato in uso nel corso degli anni trenta, rese il registratore un elemento essenziale: "suoni prodotti elettronicamente registrati su nastro e disposti dal compositore in maniera da formare una composizione musicale". Il registratore fu anche indispensabile per la composizione di musica concreta.
Il nastro diede origine ai primi campionamenti analogici, alle tastiere per la riproduzione di campioni, alla Chamberlin e al suo più famoso successore Mellotron, una tastiera polifonica elettromeccanica originariamente sviluppata e costruita a Birmingham, in Inghilterra, nei primi anni 1960.

## Sequencer
Nel 1951 l'ex compositore jazz Raymond Scott inventò il primo sequencer, costituito da centinaia di interruttori che controllavano dei relè passo-passo, solenoidi, circuiti di tono e 16 oscillatori individuali.

## Hardware hacking
Tra il 1966 ed il 1967 Reed Ghazala scoprì ed iniziò ad insegnare il circuit bending, ossia l'applicazione di cortocircuiti creativi, creando strumenti elettronici sperimentali ed esplorando gli elementi sonori più dal lato del timbro che da quello dell'altezza o del ritmo, influenzato dal concetto di musica aleatoria di John Cage.
Gran parte di tale manipolazione dei circuiti, soprattutto dal punto di vista della "distruzione", venne creato da Louis e Bebe Barron nei primi anni 1950, come ad esempio nel loro lavoro con John Cage sul Williams Mix, soprattutto con la colonna sonora di Forbidden Planet.

## Era digitale 1980-2000

### Controllo digitale
I primi sintetizzatori digitali nacquero grazie ad esperimenti accademici di sintesi sonora attraverso l'utilizzo di computer digitali. La tecnica di sintesi sonora in Modulazione di Frequenza venne sviluppata a questo scopo. Era un metodo per generare suoni complessi utilizzando piccoli oscillatori al quarzo. Nel 1983 la Yamaha introdusse il primo sintetizzatore analogico a controllo digitale a sé stante, il DX-7. Il dispositivo usava una sintetizzazione a modulazione di frequenza (sintesi FM), sviluppato per la prima volta da John Chowning alla Stanford University durante i tardi anni '60. Nel 1975, Chowning cedette il suo brevetto di sintesi FM alla Yamaha. In seguito la Yamaha mise sul mercato i primi sintetizzatori FM, il GS-1 e GS-2, ma erano costosi e pesanti. Ne seguirono un paio più piccoli, in versione preimpostata, il CE20 e il CE25 Combo Ensemble, destinati principalmente al mercato degli organi di casa e con tastiere a quattro ottave. La terza generazione di sintetizzatori digitali Yamaha, a partire dal 1983, divenne un successo commerciale grazie ai modelli DX7 e DX9. Entrambi i modelli erano compatti, a prezzi ragionevoli, e dipendevano da circuiti integrati digitali personalizzati per produrre tonalità FM. Il DX7 fu il primo sintetizzatore completamente digitale dedicato al mercato di massa. Divenne uno strumento indispensabile per molti artisti musicali degli anni'80, e la domanda di fornitura presto superò l'offerta. Il DXT fu venduto, in soli tre anni, in oltre 200 000 unità.
La serie DX non era facile da programmare, ma offriva un suono percussivo dettagliato che condusse alla scomparsa del pianoforte Fender Rhodes elettromeccanico. Dopo il successo della sintesi FM, nel 1989 la Yamaha firmò un contratto con la Stanford University per sviluppare la cosiddetta digital waveguide synthesis.

### Campionamenti
Il Fairlight CMI (Computer Musical Instrument) fu il primo campionatore polifonico digitale, il precursore dei sintetizzatori di campioni musicali. Progettato nel 1978 da Peter Vogel e Kim Ryrie, era basato su un doppio microprocessore per computer progettato a Sydney dall' australiano Tony Furse. Il Fairlight CMI diede ai musicisti la possibilità di modificare il volume, l'attacco, il decadimento, e di utilizzare gli effetti speciali come vibrato. Le forme d'onda dei campioni potevano essere visualizzate sullo schermo e modificate utilizzando una penna ottica. Il Synclavier della New England Digital era realizzato con un sistema simile. Jon Appleton, con Jones e Alonso, inventò il Dartmouth Digital Synthesizer, successivamente chiamato Synclavier della New England Digital Corp. Il Kurzweil K250, prodotto per la prima volta nel 1983, fu anch'esso un sintetizzatore polifonico di successo, noto per la sua capacità di riprodurre diversi strumenti in modo sincrono con una tastiera sensibile alla velocità.

### Computer music
Un importante nuovo sviluppo fu l'avvento dei computer allo scopo di comporre musica, anziché manipolarla o creare suoni. Iannis Xenakis iniziò quella che venne definita musique stochastique, o musica stocastica, un metodo di composizione che si avvale di sistemi di probabilità matematica. Diversi algoritmi di probabilità vennero utilizzati per creare un brano tramite un insieme di parametri. Xenakis usò carta millimetrata e un righello per aiutarsi a calcolare, per la sua composizione orchestrale Metastasi del 1953-1954, le traiettorie della velocità dei glissando, ma poi si rivolse all'uso del computer per comporre, nel 1962, pezzi come ST/4 per quartetto d'archi e ST/48 per orchestra.
L'impatto dei computer continuò nel 1956. Lejaren Hiller e Leonard Isaacson composero, Iliac Suite per quartetto d'archi, la prima opera completa di composizione assistita da computer utilizzando algoritmi di composizione.
Nel 1957 Max Mathews, alla Bell, scrisse le MUSIC-N series, una prima famiglia di programmi informatici per la generazione di forme d'onda audio digitali attraverso la sintesi diretta. Quindi Barry Vercoe scrisse MUSIC 11 basandosi su MUSIC IV-BF, un programma di sintesi musicale di nuova generazione, che si è poi evoluto nel csound, ancora ampiamente utilizzato.
A metà degli anni '80, Miller Puckette all'IRCAM sviluppò un software grafico di elaborazione del segnale per 4X chiamato Max (da Max Mathews), e successivamente portato alla Macintosh (con Dave Zicarelli estendendolo a Opcode) il controllo MIDI in tempo reale, portando la disponibilità di composizione algoritmica alla maggior parte dei compositori con modeste conoscenze di programmazione al computer.

### MIDI

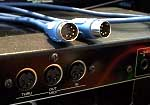
MIDI, una LAN per la musica, abilita il collegamento fra gli strumenti digitali elettronici

Nel 1980, un gruppo di musicisti e commercianti di musica si riunì per standardizzare l'interfaccia con cui i nuovi strumenti avrebbero potuto comunicare istruzioni di controllo con altri strumenti e il microcomputer principale. Questo standard è stato soprannominato MIDI (Musical Instrument Digital Interface). Venne redatto nel 1981 un documento dall'ingegnere Dave Smith del Sequential Circuits e proposto all'Audio Engineering Society. Nell'agosto 1983, la specifica MIDI 1.0 venne completata.
L'avvento della tecnologia MIDI consentì a un singolo tasto, pomello di controllo, movimento di pedale, o comando di un microcomputer, di attivare tutti i dispositivi in studio a distanza e in sincronia con ogni dispositivo in modo da rispondere alle condizioni predeterminate dal compositore.
Gli strumenti MIDI, e i software dedicati, resero i complessi controlli di sofisticati strumenti, accessibili a molti studi di registrazione e semplici utilizzatori. I suoni acustici vennero reintegrati in studio attraverso campionamenti.

## Moderni strumenti musicali elettronici
La crescente potenza e la costante riduzione dei costi dell'elettronica di generazione del suono, e in particolare del personal computer combinata alla standardizzazione dei linguaggi MIDI e Open Sound Control di descrizione della prestazione musicale, ha facilitato la separazione, negli strumenti musicali elettronici, fra controller e sintetizzatori musicali.
Di gran lunga il controller musicale più comune è la tastiera musicale. Altri controller sono il radiodrum, l'EWI dell'Akai, le chitarre come Synthaxe, diverse forme di BodySynth, il Buchla Thunder, il Continuum Fingerboard, la Roland Octapad, diverse tastiere isomorfiche, tra le quali la Thummer e il  Kaossilator Pro, infine kit come l'I-Cubex.

### Reactable

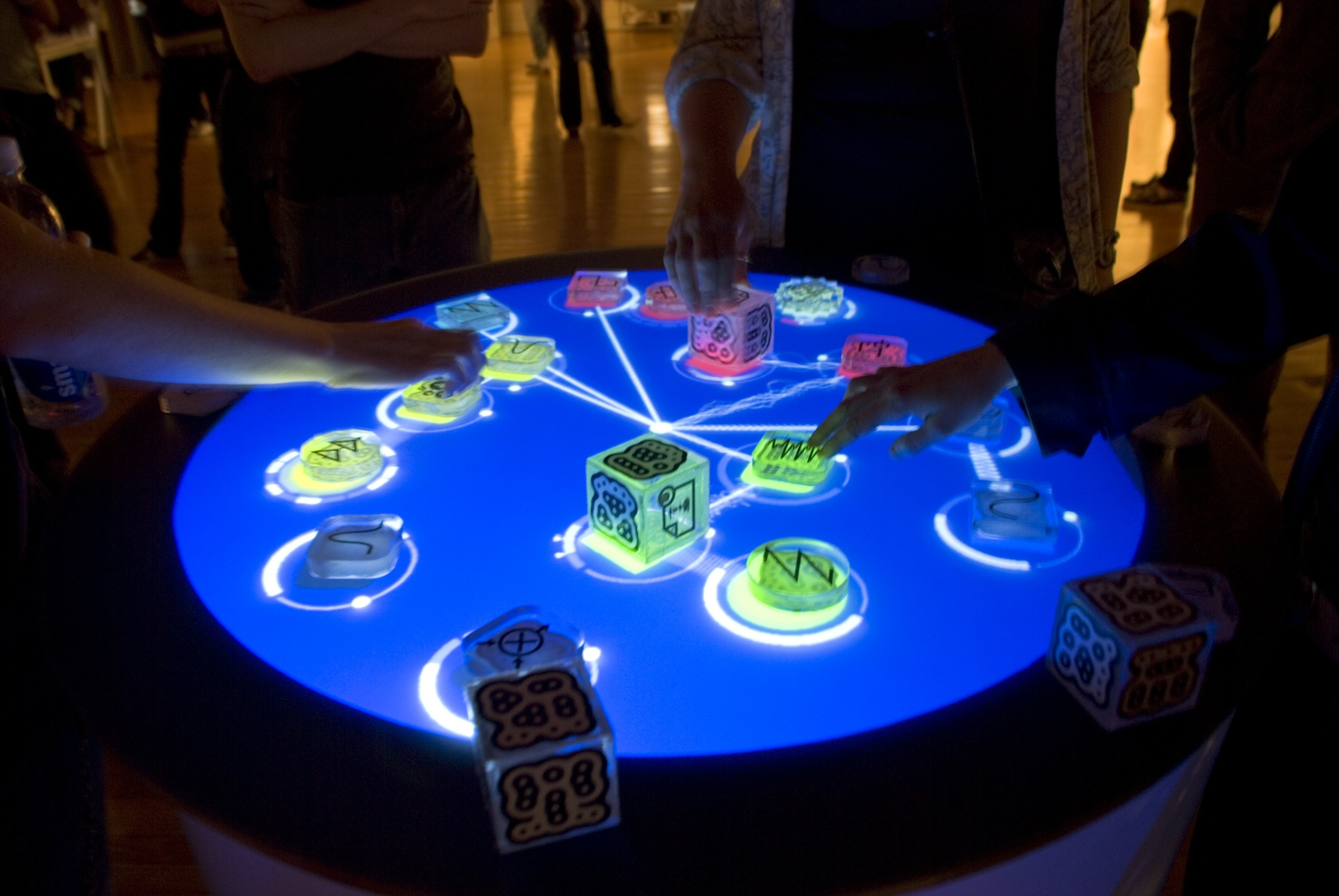
Reactable

Il Reactable è un tavolo traslucido rotondo con uno schermo interattivo retroilluminato. Ponendo sul tavolo blocchi chiamati tangibili sulla superficie del tavolo, mentre si interagisce con il display visivo attraverso i movimenti del dito, viene azionato un sintetizzatore modulare virtuale, che crea musica o effetti sonori.

### Percussa AudioCubes

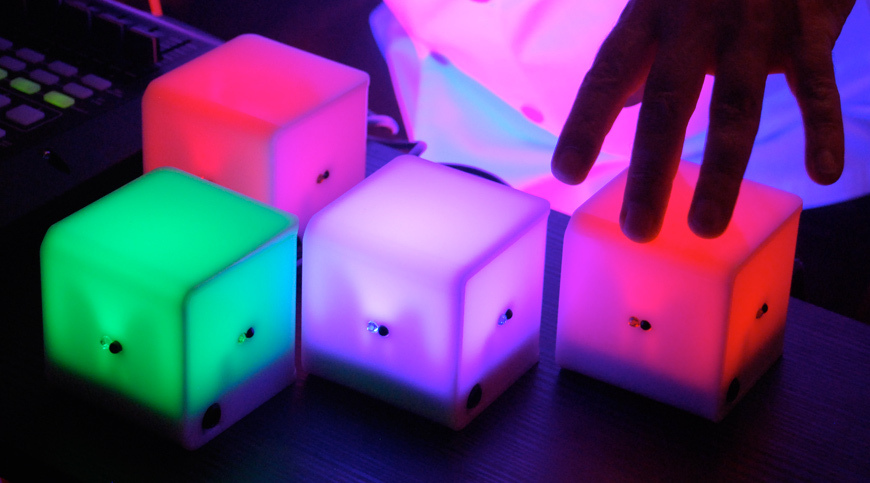
Audiocubes

Gli AudioCubes sono cubi wireless autonomi alimentati da un sistema informatico interno e da una batteria ricaricabile. Sono dotati di illuminazione RGB interna, e sono in grado di rilevare le reciproche posizioni, l'orientamento e la distanza. I cubi possono anche rilevare le distanze fra le mani dell'utente e le dita. Attraverso l'interazione con i cubi, può essere attivate diverse musiche e suoni. Gli AudioCubes trovano applicazioni nel sound design, nella produzione musicale, tra i disc jockey e esibizioni live.

### Kaossilator

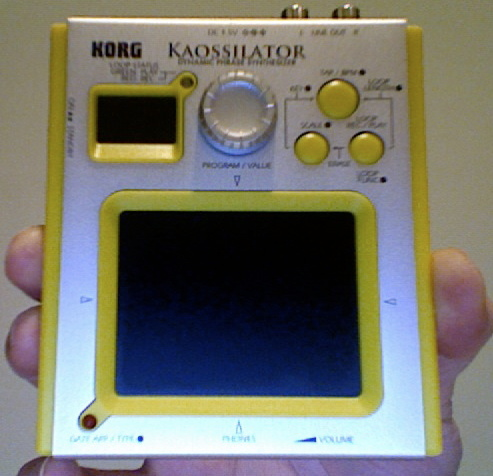
Korg Kaossilator

Il Kaossilator e il Kaossilator Pro sono strumenti compatti in cui la posizione di un dito sul touchpad controlla le caratteristiche di due note: di solito l'altezza viene cambiata attraverso un movimento sinistra-destra, mentre la proprietà tonale, il filtro, o altri cambiamenti di parametri, attraverso un movimento alto-basso. Il touchpad può essere impostato su diverse scale musicali e chiavi. Lo strumento può registrare un ciclo sonoro, di lunghezza variabile, da ripetere, impostare qualsiasi tempo, e nuovi cicli di suono da miscelare a quelli esistenti. Ciò si presta alla danza, alla musica elettronica, ma è più limitato per le sequenze controllate di note, dato che il pad su un Kaossilator non è molto versatile.

### Eigenharp
L'Eigenharp è un grande strumento che assomiglia ad un fagotto, con il quale si interagisce con tasti a sfioramento, un sequencer a tamburo e un boccaglio. L'elaborazione del suono è fatta su un computer separato.

### AlphaSphere
L'AlphaSphere è uno strumento sferico che si compone di 48 pad tattili che rispondono sia alla pressione che ad un tocco. Un software personalizzato consente ai pad di essere programmati, tra molte altre impostazioni, a gruppi o individualmente in termini di funzione, nota, e parametri di pressione. Il concetto principale dell'AlphaSphere è quello di aumentare il livello di espressioni disponibili per musicisti elettronici, consentendo lo stile esecutivo di uno strumento musicale.

## Chip music
Chiptune, chipmusic, o chip music è musica scritta in formati sonori in cui molte delle tessiture sonore sono sintetizzate o in sequenza in tempo reale da un computer o da una console per videogiochi, a volte anche basata su sintesi di campioni e riproduzione di campioni a basso numero di bit. Molti dispositivi musicali di chip presentano sintetizzatori che operano in tandem con la riproduzione del campione a bassa frequenza.

## Cultura DIY
Fra la fine degli anni '70 e l'inizio degli anni '80, i disegni dei circuiti venivano pubblicati su riviste di hobby di elettronica, in particolare il Synth Formant modulare, un clone DIY, fai da te, del sistema Moog, pubblicato dalla Elektor, mentre i kit erano forniti da aziende come Paia negli Stati Uniti e Maplin Electronics nel Regno Unito.

### Circuit bending
Il Circuit bending è la personalizzazione creativa dei circuiti all'interno di dispositivi elettronici come la bassa tensione, gli effetti per chitarra alimentata a batteria, i giocattoli per bambini e piccoli sintetizzatori digitali al fine di creare nuovi strumenti musicali o generatori di suono anche visivi. Sottolineando la spontaneità e la casualità, le tecniche di circuit bending sono state comunemente associate con la noise music, anche se molti altri musicisti contemporanei convenzionali e gruppi musicali sono stati conosciuti per sperimentare su strumenti "bent". Il circuit bending di solito comporta lo smontaggio della macchina e l'aggiunta di componenti quali interruttori e potenziometri che alterano il circuito. Vi è stato un rinnovato interesse per il sintetizzatore analogico diventato una soluzione economica per molti musicisti sperimentali i quali lo utilizzano per creare i loro diversi generatori di suono. Oggi possono essere trovati molti schemi per la costruzione di generatori di rumore autocostruiti, come l'Atari Punk Consoleo il Dub Siren nonché modifiche semplici per i giocattoli dei bambini, come il famoso Speak & Spell spesso modificati da circuit bend.

### Sintetizzatori modulari
Il sintetizzatore modulare è un tipo di sintetizzatore costituito da moduli intercambiabili separati. Questi sono disponibili come kit per costruttori fai hobbisti. Sono disponibili anche kit per hobbisti con schede PCB nude e pannelli frontali per la vendita ad altri hobbisti.